# Santa María Huecatitla
Santa María Huecatitla är en ort i Mexiko, tillhörande Cuautitlán kommun i delstaten Mexiko. Santa María Huecatitla ligger i den centrala delen av landet och tillhör Mexico Citys storstadsområde. Orten hade 3 328 invånare vid folkmätningen 2010.